# Sebastian Vollmer
Pour les articles homonymes, voir Vollmer.
(en) Statistiques sur pro-football-reference
Sebastian Georg Vollmer, né le 10 juillet 1984 à Kaarst près de Düsseldorf, est un joueur allemand de football américain qui évoluait au poste d'offensive tackle. 
De 2009 à 2016, il a joué pour les Patriots de la Nouvelle-Angleterre en National Football League (NFL). Il gagne le Super Bowl XLIX et le Super Bowl LI avec les Patriots au cours de sa carrière.

## Biographie

### Carrière universitaire
Étudiant à l'université de Houston, il joue avec les Cougars de 2005 à 2008.

### Carrière professionnelle
Il est sélectionné au deuxième tour, 58e rang au total, par les Patriots de la Nouvelle-Angleterre lors de la draft 2009 de la National Football League (NFL). Le 17 juillet 2009, il signe un contrat de 4 ans avec les Patriots.
Le 24 mars 2013, il prolonge son contrat avec les Patriots pour 4 ans et 27 millions de dollars.
Le 27 octobre 2013, dans un match contre les Dolphins de Miami, il se casse la jambe droite. Deux jours plus tard, il est mis sur la liste des blessées à long terme et manque le reste de la saison.
Il aide les Patriots à gagner le Super Bowl XLIX contre les Seahawks de Seattle. Bien que Markus Koch a été sélectionné lors de la draft 1986 de la NFL par les Redskins de Washington et les a aidé à gagner le Super Bowl XXII, Vollmer est souvent considéré à tort comme le premier Allemand sélectionné dans la NFL ainsi qu'à avoir gagné un Super Bowl.
Il manque l'entièreté de la saison 2016 en raison de blessures à l'épaule et à la hanche. Les Patriots remportent cette saison le Super Bowl LI contre les Falcons d'Atlanta.
Le 3 mars 2017, il est libéré par les Patriots. Le 16 mai, Vollmer annonce officiellement sa retraite après sept saisons jouées.